# Taur
Taurul (Bos taurus) este un mascul necastrat a subordinului Ruminantia (rumegătoarele) din familia Bovidae, specia Bos taurus, cu capul mare, pielea groasă, părul de pe frunte lung și adesea creț care face parte din grupul vitelor cornute mari.
Un taur castrat este un animal domestic care se numește „bou”. Femela taurului se numește vacă.

## Alimentație
Taurul se hrănește cu iarbă de pe câmp, vara, iar iarna în lipsa ierbii, mănâncă fân, adică iarbă uscată adunată de stăpân (sau de argatul acestuia) în timpul verii.

## Reproducția

### Monta naturală
Un taur este apt de reproducție începând cu vârsta de 12-15 luni, la rasele precoce, iar la rasele care nu sunt considerate precoce se recomandă ca taurul să fie folosit pentru montă după vârsta de 18 luni.
Pentru montele naturale un taur poate fi folosit până în jurul vârstei de 8 ani, dependent de longevitatea rasei, de condițiile de întreținere și utilizare, respectiv de caracteristicile proprii ale animalului. Cu excepția animalelor deosebit de valoroase taurii sunt păstrați, în general, în fermă până pe la vârsta 5 ani, după care sunt înlocuiți cu alții mai tineri.
Conform legislației europene, care se aplică și în România, în funcție de specie și de vârstă, unui taur reproducător i se repartizează anual un număr 50 – 70 vaci. Pentru fiecare taur reproducător se utilizează un registru pentru montă și produși în care se înscrie toată activitatea reproducătorului din timpul vieții. Un taur tânăr, în primul an de folosire, poate monta 30 – 40 de femele iar în al doilea an norma poate fi mărită la 60 – 80 de femele. În mod obligatoriu un taur adult execută o singură montă pe zi. Când numărul de vaci în călduri prezentate în stațiunea comunală de montă este mai mare, se poate admite ca taurul să monteze două vaci pe zi la interval de 8 – 10 ore. În acest caz se va acorda un repaus de 1 – 2 zile pe săptămână.

### Inseminarea artificială
Grație creșterii substanțiale a eficienței utilizării materialului seminal, prin aplicarea însămânțărilor artificiale este posibilă folosirea celor mai valoroși reproducători masculi, testați după descendență și cu însușiri morfo-productive deosebite, care intensifică progresul genetic-ameliorativ al efectivelor într-un timp scurt. Astfel, un taur testat poate avea pe durata vieții între 100.000 și 200.000 produși.

## Corida
În Spania, în țările Americii Latine, în Portugalia și în sudul Franței se practică lupte cu tauri, organizate ca spectacol, cunoscute sub denumirea de coridă.